# Ambassadockupationen i Stockholm 1975
Ambassadockupationen i Stockholm 1975 var en händelse som inträffade på den västtyska ambassaden i Stockholm då medlemmar ur den väpnade vänsterextremistiska organisationen Röda armé-fraktionen (RAF) besatte ambassadens byggnad och krävde att den västtyska regeringen skulle frige ett antal RAF-medlemmar som dömts till fängelse i Västtyskland.

## Förloppet
Aktionen inleddes klockan tolv på dagen torsdagen den 24 april 1975, då Kommando Holger Meins ur RAF intog Västtysklands ambassad på Skarpögatan på Gärdet i Stockholm. Ockupanterna, Hanna Krabbe, Karl-Heinz Dellwo, Lutz Taufer, Bernhard Rössner, Ulrich Wessel och Siegfried Hausner, tog ambassadpersonalen, däribland ambassadören Dietrich Stoecker, som gisslan, sammanlagt tolv personer.
Ambassaden omringades av polisen och förhandlingar inleddes. Kommando Holger Meins krävde att 26 fångar ur Röda armé-fraktionen (RAF) skulle släppas i Västtyskland, däribland Andreas Baader, Ulrike Meinhof, Gudrun Ensslin och Jan-Carl Raspe. Vidare krävde man fri lejd från ambassaden, tillsammans med den svenske Bonnambassadören Sven Backlund.
Den västtyske förbundskanslern Helmut Schmidt meddelade statsminister Olof Palme att man vägrade att ge efter för kraven. För att understryka allvaret i sina krav sköt Dellwo ihjäl två personer ur gisslan, militärattachén Andreas von Mirbach och handelsattachén Heinz Hillegaart, och man hotade att skjuta en varje timme tills kraven uppfyllts. Enligt RAF-medlemmarna gjordes vissa framsteg i förhandlingarna. Klockan 23.47 detonerade en trotylladdning inne på ambassaden, och ockupationen fick sitt slut. Man antar att laddningen exploderade av misstag. De skadade ockupanterna, förutom Wessel som låg döende i en korridor, försökte fly från platsen men omhändertogs av svensk polis utanför ambassadområdet på svensk mark.
Explosionen spelades in av Sveriges Television, då reportern Bo Holmström var på plats för att göra ett direktsänt inslag om ockupationen. Han försöker få nyheterna att starta direktsändning ("Lägg ut! Lägg ut!") och börjar rapportera om detonationen. Inslaget sändes dock inte direkt, men bandades och visades i efterhand.

## Efterspelet
Ambassaddramat krävde fyra människoliv: militärattachén von Mirbach och handelsattachén Hillegaart som skjutits ihjäl av Dellwo inne på ambassaden samt två ockupanter, Wessel, och en dryg vecka senare, Hausner. Strax efter det att ambassaden hade sprängts, påträffades Wessel livlös på tredje våningen med svåra skallskador och splitterskador i huvudet och på kroppen. Han hade hållit i en handgranat som detonerat. Han fördes till Södersjukhuset där han avled 01.30 under natten. Hausner hade transporterats till Karolinska sjukhuset med svåra brännskador.
Den svenska regeringen beslutade med hänvisning till terroristlagstiftningen att de fem kvarvarande skadade ockupanterna skulle utlämnas till Västtyskland snarast möjligt, då man bedömde det som alltför riskfyllt att kvarhålla dem i landet. Som anledning hänvisade man till risken för ytterligare terroristdåd.
Statsminister Olof Palme sade efteråt att ockupationen fått en framgångsrik upplösning, och att det var en seger för demokratin. Han ville inte kritisera de västtyska myndigheterna som vägrade att förhandla.
De överlevande ockupanterna dömdes alla i Västtyskland till två gånger livstidsstraff. De benådades så småningom och släpptes 1994–1996.
Ambassadockupanten Lutz Taufer hävdade efter frisläppandet ur fängelset 1998 att gruppen inte haft några svenska medhjälpare.